# Carlos Trein Filho

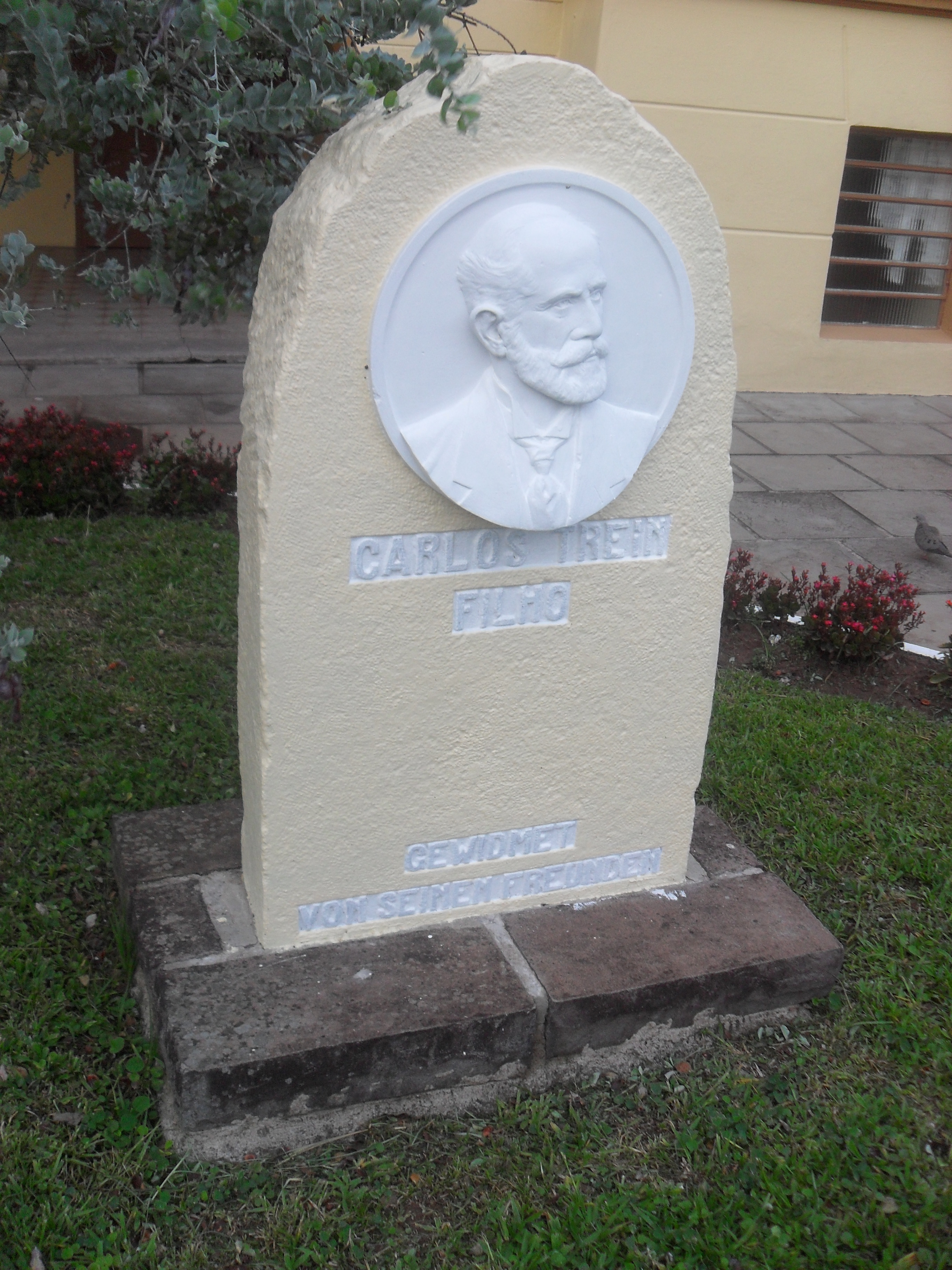
Monumento a Carlos Trein Filho nos jardins da Loja Maçônica de Santa Cruz do Sul.

Carlos Trein Filho (nascido Carl Rudolph Trein; Kempfeld, 2 de setembro de 1847:17— Porto Alegre, 13 de outubro de 1919:18) foi um arquiteto e político teuto-brasileiro. Foi um influente diretor da colônia de Santa Cruz do Sul, com participação relevante na emancipação da mesma, além de participar da fundação da Câmara de Vereadores e realizar o cadastramento dos habitantes e lotes da cidade, servindo de base para estudos futuros.:115-116

## Biografia
Filho de Karl Trein e Henriette Woytt, residentes de Mörschied,:17 veio para o Brasil com 15 anos, em 1862, junto da família, sendo ele o mais velho dos irmãos.:16-17 Cunhado de Emil Julius Textor, lhe são atribuídas algumas obras pelo interior do Rio Grande do Sul.
Estabeleceu-se em Santa Cruz do Sul, onde assumiu o posto de diretor da colônia aos 23 anos, substituindo Afonso Pedro Mabilde.:16-17:115 Ocupou tal cargo entre 1870 e 1878, posteriormente atuando como intendente. No posto de diretor, influenciou o governo do Estado pela emancipação da colônia daquela de Rio Pardo, que ocorreu em 31 de março de 1877.:18 Atuou ainda como juiz de paz, engenheiro, arruador, inspetor, entre outros ofícios.:18 Em 10 de abril de 1866, fundou junto do pai e outros cidadãos o Clube União, originalmente sob o nome de Club Alemão.:18 Em 1869, propôs uma lei especial que obrigava cada colono a contribuir com dez dias de trabalho por ano para a manutenção das estradas da colônia.:179
Casou-se em 4 agosto de 1870 Hedwig Anna Emilie Textor, então filha de Adolf Friedrich Textor, um dos primeiros imigrantes da atual área central de Santa Cruz do sul, construtor e proprietário da então Residência Textor. Teve duas filhas, Emma Trein nascida em 22 dezembro 1871 e Alice Adele Emilie Trein nascida em 2 dezembro 1874.
Ainda em 1870, participou da fundação do Deutsche Realschule, que viria a tornar-se o atual Colégio Mauá, tendo doado o terreno em área central da cidade.:18 É também um dos membros fundadores da Loja Maçônica Lessing 61, cuja Carta Constitutiva data de 15 de março de 1880.:18
Carlos Trein Filho sofreu uma tentativa de assassinato em Santa Cruz do Sul, em 1903. Em 13 de junho de 1903, Trein foi atacado e recebeu vários golpes de faca que não chegaram a ser fatais enquanto se dirigia à loja maçônica. O caso nunca foi resolvido. Depois disso, mudou-se com a família para Porto Alegre.:18
Carlos Trein Filho faleceu em 13 de outubro de 1919.
É homenageado com nome de rua, no bairro Mont'Serrat, em Porto Alegre, bem como em Santa Cruz do Sul.[carece de fontes?]